# Oblivion (Utopia)
Oblivion è l'ottavo album in studio del gruppo musicale statunitense Utopia, pubblicato nel 1984.

## Tracce
Side 1
1. Itch in My Brain – 4:30
2. Love with a Thinker – 3:15
3. Bring Me My Longbow – 3:18
4. If I Didn't Try – 4:10
5. Too Much Water – 4:47

Side 2
1. Maybe I Could Change – 4:08
2. Crybaby – 4:19
3. Welcome to My Revolution – 5:01
4. Winston Smith Takes It on the Jaw – 3:17
5. I Will Wait – 4:43